# Supersaturazione
La sovrasaturazione è lo stato di una soluzione che contiene più del materiale disciolto di quello che potrebbe essere sciolto dal solvente in circostanze normali. Può riferirsi pure al vapore di un composto che ha una pressione (parziale) più alta della pressione di vapore di quel composto.

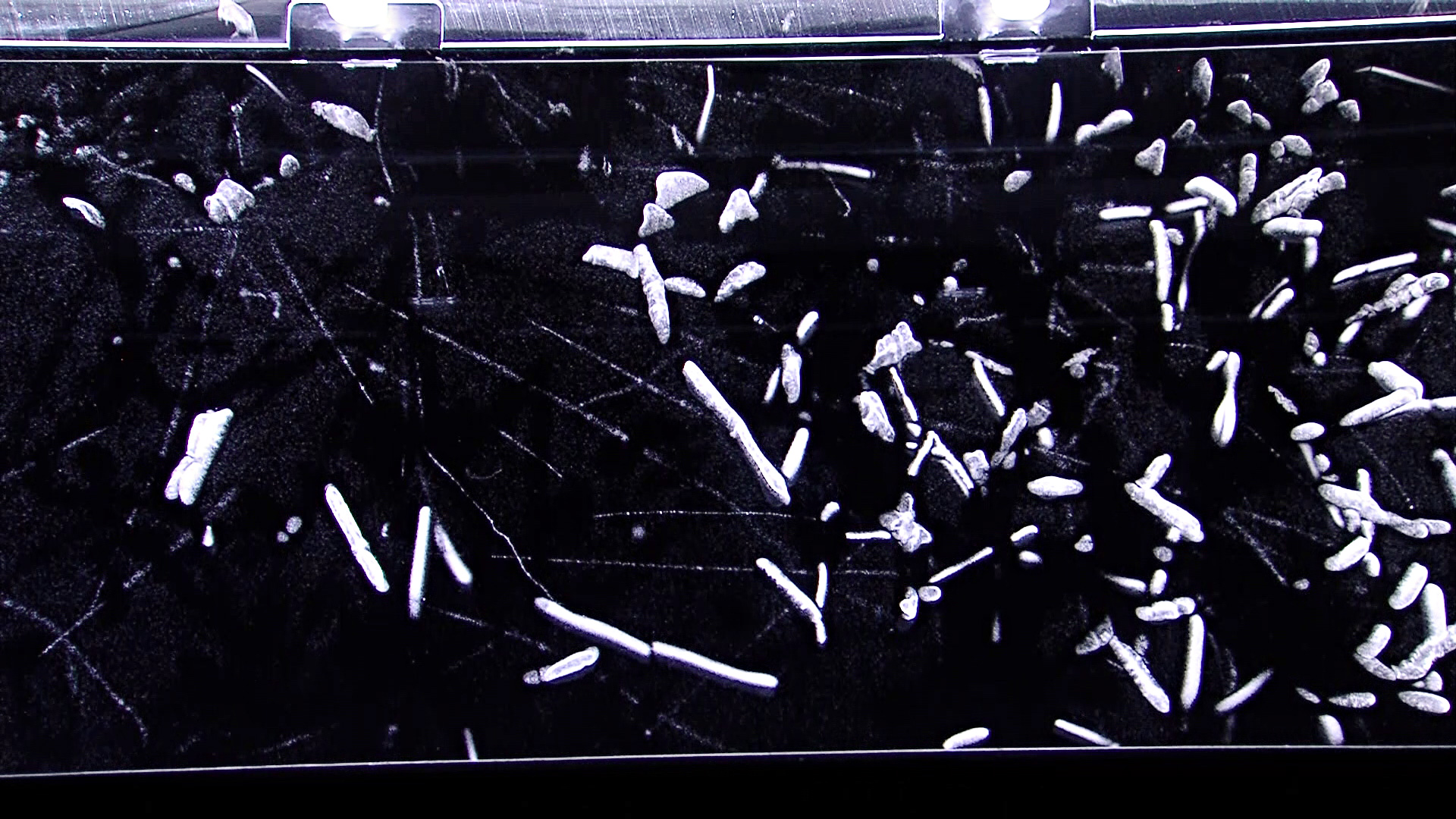
Sovrasaturazione nella camera a nebbia.

La sovrasaturazione viene utilizzata nelle camere a nebbia. Questi dispositivi rivelano particelle di radiazione creando uno strato sovrasaturo di vapore che condensa in tracce di nuvole quando le particelle vi passano attraverso.

## Preparazione
Si devono verificare particolari condizioni per generare una soluzione sovrasatura.

Un modello della curva solubilità con l'area della soluzione sovrasatura

Uno dei modi più semplici per farlo risiede sulla dipendenza della solubilità dalla temperatura. Una curva di solubilità è un grafico basato sui dati che confronta la quantità di soluto che si dissolverà in una data quantità di solvente a varie temperature. Le curve di solubilità più tipiche sono di composti solidi o gassosi disciolti in 100 grammi di acqua.  Come regola generale, più calore viene aggiunto a un sistema, più una sostanza diventa solubile.(Ci sono eccezioni dove è vero il contrario come il solfato ceroso,Ce2(SO4)2). Pertanto, a temperature elevate, più soluto può essere sciolto che a temperature più basse. Se questa soluzione dovesse essere improvvisamente raffreddata ad una velocità superiore al tasso di precipitazione, il sistema entra in una regione metastabile in cui la soluzione si sovrasatura (la soluzione contiene una quantità di soluto superiore a quanto previsto dalla curva di solubilità); infine viene raggiunto il limite metastabile (curva celeste nel grafico), cioè la temperatura alla quale avviene la cristallizzazione. Una volta raggiunto il limite metastabile e avviata la cristallizzazione, la sovrasaturazione viene consumata e infine la concentrazione in fase liquida raggiunge l'equilibrio a livello della curva di solubilità (al punto di saturazione determinato dalla temperatura). La precipitazione o la cristallizzazione del soluto richiedono tempo maggiore del tempo di raffreddamento effettivo perché le molecole hanno bisogno d'incontrarsi e formare il precipitato senza essere scomposte dall'acqua. Quindi, più grande 
è la molecola, più tempo occorrerà per cristallizzare a causa del principio del moto browniano.
La condizione di sovrasaturazione non deve necessariamente essere raggiunta attraverso la variazione del calore. La legge dei gas ideali
{\displaystyle PV=nRT}
suggerisce che anche la pressione e il volume possono variare in modo da portare il sistema in uno stato sovrasaturato. Se il volume del solvente diminuisce, la concentrazione del soluto può essere sopra il punto di saturazione e quindi creare una soluzione sovrasatura. L’aumento del volume è più comunemente generato attraverso l'evaporazione. Allo stesso modo, un aumento della pressione può portare una soluzione a uno stato sovrasaturo.
Tutti e tre questi meccanismi si basano sul fatto che le condizioni della soluzione possono essere modificate più rapidamente rispetto a quelle del soluto per precipitare o cristallizzare.

## Cambio fase (cristallizzazione e condensazione)
Anche le soluzioni sovrasature subiranno cristallizzazione in condizioni specifiche.In una soluzione normale, una volta che la quantità massima di soluto si è dissolta, l'aggiunta di più soluto causerebbe il soluto disciolto a precipitare e/o che il soluto non si dissolva affatto. Analogamente, vi sono casi in cui la solubilità di una soluzione satura viene ridotta mediante variazione di temperatura, pressione o volume ma non si verifica uno stato sovrasaturo. In questi casi, il soluto semplicemente precipiterà. Questo perché una soluzione sovrasatura è in uno stato di energia superiore a quella di una soluzione satura.
Una soluzione sovrasatura di gas in un liquido può formare bolle se esistono siti di nucleazione adatti. La sovrasaturazione può essere definita come una somma di tutte le pressioni parziali del gas nel liquido che supera la pressione ambiente nel liquido.

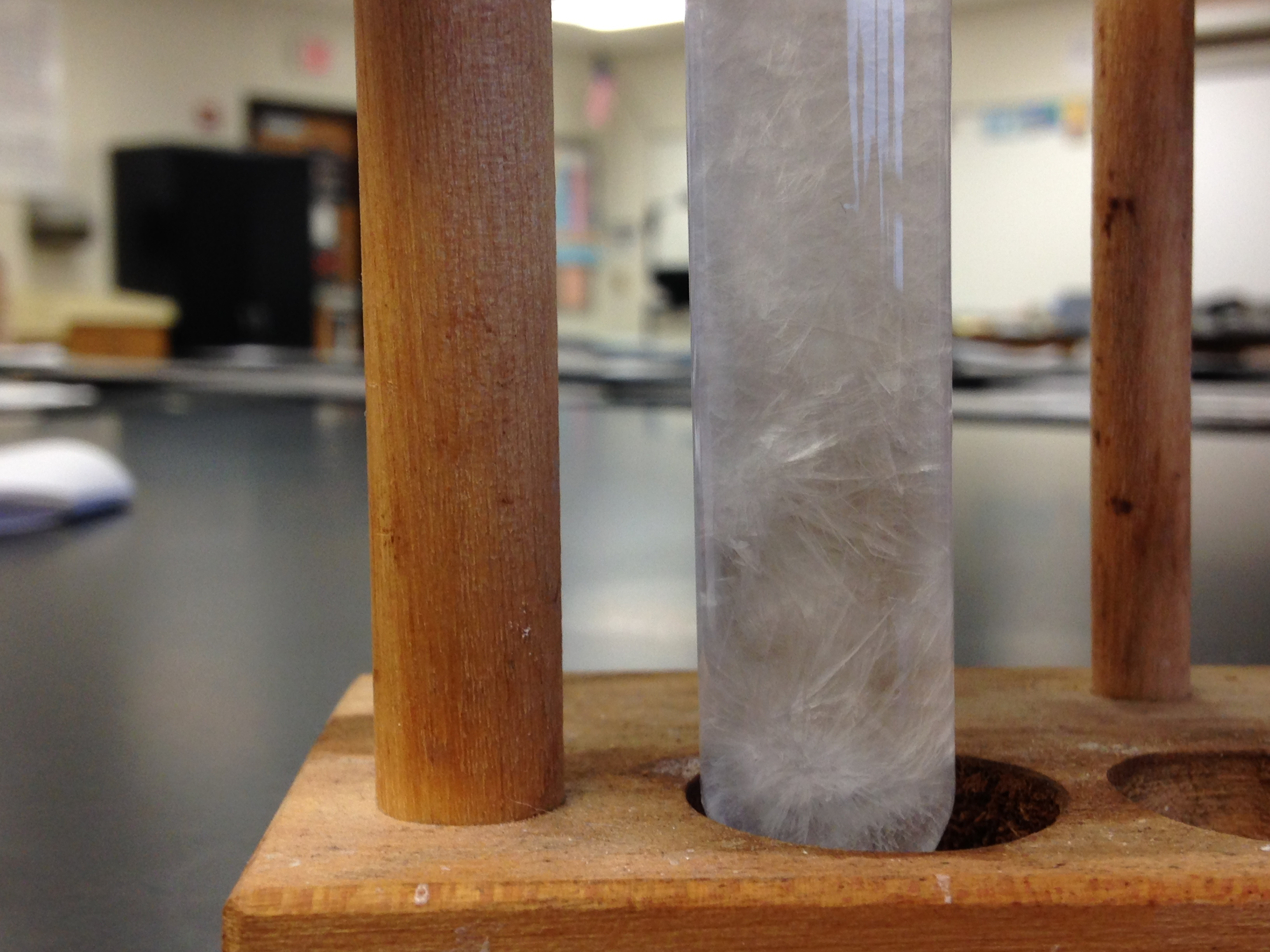
Un laboratorio di chimica da studenti della scuola superiore con pratica sui solventi; l'immagine mostra il risultato dell'esperienza, una soluzione sovrasatura che si è cristallizzata mentre si è raffreddata a temperatura normale

La cristallizzazione si verificherà per consentire alla soluzione di raggiungere uno stato di energia inferiore. (Tenere presente che questo processo può essere esotermico o endotermico). L'energia di attivazione si presenta sotto forma di un cristallo di nuclei che viene aggiunto alla soluzione liquida (o nuclei di condensazione quando la soluzione è gassosa). Questo nucleo può essere aggiunto da un'altra fonte, che è nota come seeding, o può formarsi spontaneamente all'interno della soluzione grazie in parte alle interazioni tra ioni e molecole. Questo processo si denota nucleazione primaria. È necessario che i nuclei siano identici a quelli del soluto che sta cristallizzando. Ciò permetterà che gli ioni dissolti si accumulino sui nuclei l'un l'altro nel processo di crescita dei cristalli e questo processo viene detto nucleazione secondaria. Vi sono molteplici fattori che influenzano la velocità e l'ordine d'intensità del processo di cristallizzazione così come la differenza nella formazione di cristalliti e monocristalli.
Un diagramma di fase di cristallizzazione mostra dove si verifica la sottosaturazione, la saturazione e la sovrasaturazione a determinate concentrazioni. Per concentrazioni al di sotto della curva di solubilità si ottiene una soluzione di sottosaturazione. La saturazione si verifica quando le concentrazioni sono sulla curva di solubilità. Se le concentrazioni sono intorno alla curva di solubilità, la soluzione è sovrasaturata. Ci sono tre meccanismi (regioni della curva) per cui si ha sovrasaturazione: precipitazione, nucleazione, e fase metastabile. Nella regione di precipitazione, le molecole in soluzione sono in eccesso e si separano dalla soluzione formando aggregati amorfi. Nella regione di nucleazione l'eccesso di molecole si aggregheranno per formare una struttura cristallina. Nella regione metastable, la soluzione prende tempo per nucleare. Al fine della crescita di cristalli nella zona metastabile, le condizioni richiederebbero la formazione di un nucleo nella zona di nucleazione, appena oltre la regione metastabile. La soluzione sovrasatura adesso può ritornare nella regione metastabile.

## Metodi di misurazione
| Tecniche di misura | Metodo di misura                                             | Grandezza misurata                                                                   |
| ------------------ | ------------------------------------------------------------ | ------------------------------------------------------------------------------------ |
| Acustica           | Ultrasuono                                                   | Velocità del suono, shift fase                                                       |
| Chimica            | Titolazione, indicatori                                      | Concentrazione, colorazione                                                          |
| Conduttometria     | Cella di Kohlrausch, misure induttive                        | Conduttività elettrolitica                                                           |
| Gravimetria        | Densimetro                                                   | Densità                                                                              |
| Ottica             | Rifrattometria, interferometria, polarimetria, torbidometria | Indice di rifrazione, interferenza, rotazione del piano di polarizzazione, torbidità |
| Analisi particelle | Analizzatore di particelle                                   | Distribuzione dimensioni, densità particelle                                         |
| Fisica             | Viscosimetro, oscillatore al quarzo                          | Viscosità                                                                            |
| Potenziometro      | Elettrodi ionospecifici, membrane ionospecifiche             | Conduttività ionica                                                                  |
| Radiometria        | Radiazione nucleare                                          | Spettro di assorbimento                                                              |
| Spectroscopia      | Spettrofotometria, spettroscopia a infrarossi                | Spettro di assorbimento                                                              |

## Storia
La sovrasaturazione è stato un argomento di frequente ricerca nel corso della storia. Gli studi recenti su queste soluzioni sono state effettuate con il solfato di sodio, detto pure sale di Glauber, a causa della stabilità del cristallo e del ruolo crescente che aveva nell'industria. Tramite l'uso di questo sale, è stata fatta una scoperta scientifica importante da Johann Baptist Ziz, un botanico di Mainz, nel 1809. I suoi esperimenti gli hanno permesso di concludere che la cristallizzazione di una soluzione sovrasatura non deriva semplicemente dalla sua agitazione (la precedente credenza), ma dalla materia solida entrante e agente come sito "di partenza" per formare i cristalli, ora chiamati siti di nuclei.
Studiando su questi lavori,  Gay-Lussac portò l'attenzione sulla cinematica degli ioni del sale e sulle caratteristiche del contenitore che influenzano lo stato di sovrasaturazione. Fu anche in grado di estendere il numero di sali con cui si poteva ottenere una soluzione sovrasatura.
In seguito Henri Löwel giunse alla conclusione che sia i nuclei della soluzione che le pareti del contenitore hanno un effetto catalizzante sulla soluzione causando la cristallizzazione. La spiegazione e un modello per questo fenomeno è stato un compito assunto da ricerche più recenti. Désiré Gernez ha contribuito a questa ricerca scoprendo che i nuclei devono essere dello stesso sale che viene cristallizzato per potersi avere cristallizzazione.

## Applicazioni
La sovrasaturazione è un fenomeno ampiamente riscontrato sia nei processi ambientali che nella produzione commerciale.
Ad esempio, il miele, fonte di cibo dolce derivato dal nettare, è una soluzione sovrasatura di zucchero. Il nettare stesso è una soluzione zuccherina sotto il punto di saturazione. Una volta che le api raccolgono il nettare, lo ventilano rapidamente con le loro ali per forzare l'evaporazione. Questo forza la soluzione in uno stato sovrasaturo, creando il miele. Ciò spiega perché il miele cristallizza; la soluzione sta semplicemente ritornando allo stato saturo.

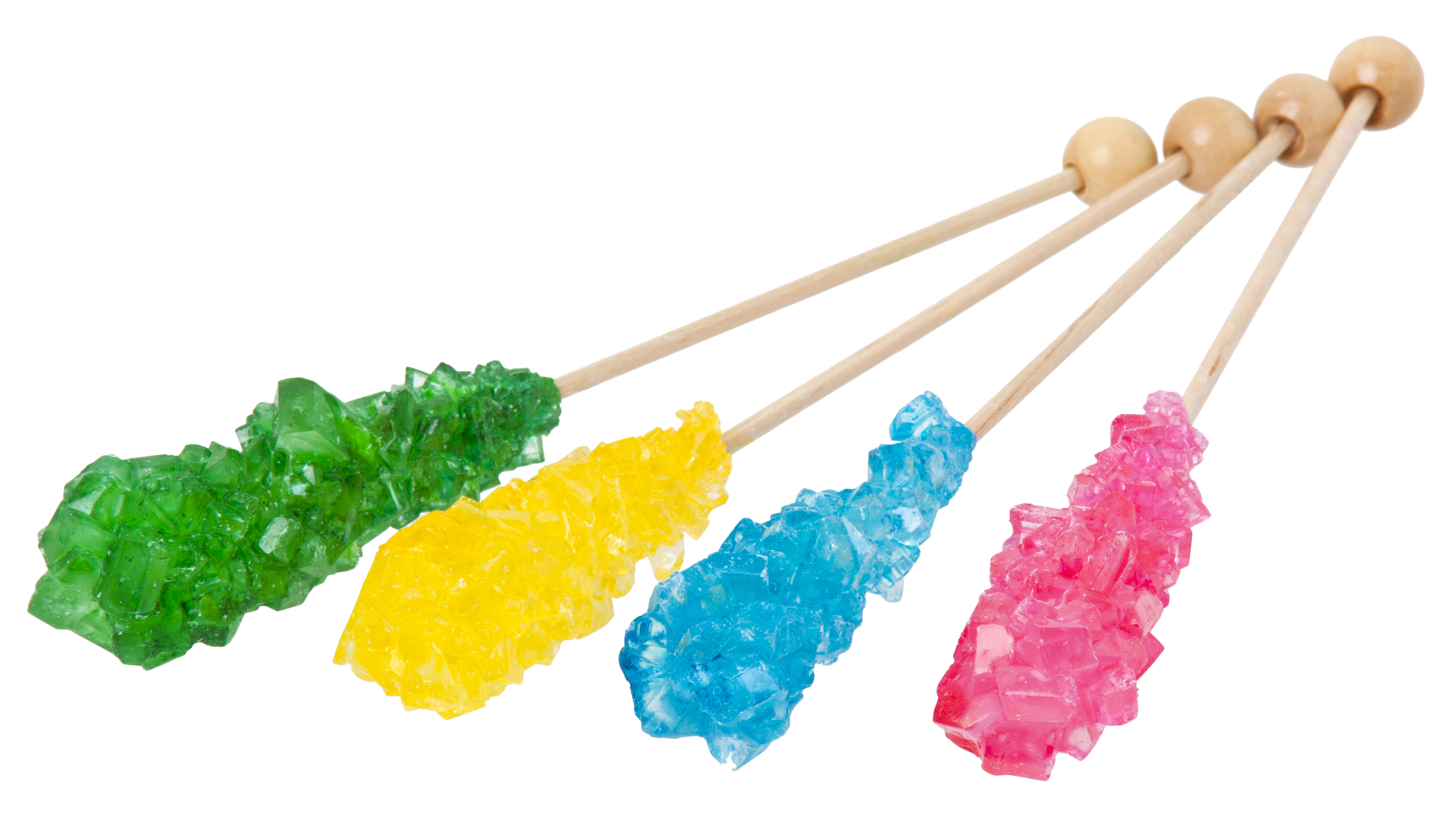
La sovrasaturazione di zucchero in acqua porta alla formazione dello zucchero candito.

Alcune caramelle sono fatte cristallizzando soluzioni sovrasature di zucchero. Per formare lo zucchero candito, i produttori aumentano la temperatura del solvente, aggiungono lo zucchero raggiungendo una concentrazione elevata e poi abbassano la temperatura. Se è presente una filo o un bastoncino nella soluzione mentre si raffredda, la cristallizzazione si verificherà su quel solido e creerà una caramella. Questo è lo stesso principio con cui cristallizza lo sciroppo d'acero.
La carbonatazione dell'acqua dipende anche dal comportamento delle soluzioni sovrasature. In questo caso, la soluzione è sovrasatura di un gas. Per creare bibite e acqua di seltz, il gas di biossido di carbonio è costretto a dissolversi in acqua oltre il suo punto di saturazione. Questo è fatto applicando un'elevata pressione al gas in presenza di acqua, quindi sigillando il sistema a tenuta d'aria.
Le proprietà della sovrasaturazione hanno applicazioni pratiche nel campo farmaceutico. Creando una soluzione sovrasatura di un certo farmaco, può essere ingerito in forma liquida. Il farmaco può portarsi nello stato sovrasaturo attraverso qualsiasi meccanismo visto e s'impedisce di precipitare con l'aggiunta di inibitori di precipitazione. I farmaci in questo stato vengono definiti "servizi di consegna di farmaci sovrasaturi" o "SDDS". Il consumo orale di un farmaco in questa forma è semplice e consente la misurazione di dosaggi molto precisi. Inoltre, fornisce un metodo per produrre farmaci con bassissima solubilità in soluzioni acquose.Alcuni farmaci possono diventare sovrasaturi all'interno del corpo umano nonostante siano ingeriti in forma cristallina.. Questo fenomeno è conosciuto come sovrasaturazione in vivo.
L'identificazione di soluzioni sovrasature può essere utilizzata come strumento di studio per gli ecologisti marini dell'attività di organismi e popolazioni. Gli organismi fotosintetici producono gas O2 nell'acqua. Dunque, una regione sovrasatura dell'oceano con gas O2 può probabilmente essere ricca di attività fotosintetica. Sebbene l'O 2 si trova naturalmente nell'oceano a motivo di semplici proprietà chimiche fisiche, fino al 70% di tutto l'ossigeno presente nelle regioni sovrasaturate può essere attribuito all'attività fotosintetica.
Lo studio della sovrasaturazione viene condotto nelle ricerche sull'atmosfera. Dopo il 1940, si è riscontrato il fenomeno di sovrasaturazione nell'atmosfera. Quando l'acqua sovrasatura nella troposfera, viene osservato di frequente la formazione di cristalli di ghiaccio. In uno stato di saturazione, le molecole di acqua non formano ghiaccio nella troposfera. La pressione di saturazione non è sufficiente perché le molecole d'acqua formino un cristallo di ghiaccio; esse richiedono una superficie da condensare o conglomerati di molecole d'acqua liquide di acqua per congelare. Per queste ragioni, l'umidità relativa sopra il ghiaccio nell'atmosfera sono trovate al di sopra del 100%, il che significa che si è verificata la sovrasaturazione. Tale fenomeno è molto comune nella parte superiore della troposfera, verificandosi 
tra il 20%-40% di una giornata.Questi dati si ottengono dal satellite AIRS.
Le prove di sovrasaturazione nella troposfera si possono vedere nelle scie di aeroplani e astronavi spaziali, dove si raggiunge un'umidità al di sopra di quella di saturazione del ghiaccio per potersi formare.